# Diocesi di Cnosso
La diocesi di Cnosso (in latino Dioecesis Cnossiana) è un'antica sede del patriarcato di Costantinopoli e una sede titolare della Chiesa cattolica.

## Storia
Cnosso è stata un'antica sede vescovile di Creta, suffraganea dell'arcidiocesi di Gortina nel patriarcato di Costantinopoli. La diocesi è documentata in diverse Notitiae Episcopatuum del patriarcato dal IX al XII secolo.
Durante la prima dominazione bizantina sull'isola cretese sono noti quattro vescovi. Il primo è documentato da san Girolamo nel suo De viris illustribus, dove parla di Pynitus cretensis, Gnossiae urbis episcopus; san Pinito è ricordato nel martirologio romano alla data del 10 ottobre. Zenobio partecipò al concilio di Efeso nel 431. Gennadio visse attorno alla metà del V secolo ed è menzionato in tre occasioni: fece parte del cosiddetto brigantaggio di Efeso del 449 e del concilio di Calcedonia del 451; inoltre nel 458 sottoscrisse la lettera dei vescovi della provincia cretese all'imperatore Leone in seguito all'uccisione del patriarca alessandrino Proterio. Anastasio assistette al secondo concilio di Nicea nel 787.
Nell'820 Creta fu conquistata dagli Arabi, che vi fondarono un emirato sopravvissuto fino al 961, quando l'isola venne ripresa dai Bizantini; questi restaurarono le strutture cristiane, che erano state soppresse durante il periodo arabo, e le antiche sedi vescovili. In questo periodo, forse solo verso la fine del XII secolo, la sede vescovile di Cnosso è nota anche come "diocesi di San Mirone". Due sono i vescovi greci conosciuti prima dell'arrivo dei Veneziani, Costantino e Niceforo, noti grazie all'esistenza dei loro sigilli vescovili, datati tra X e XI secolo.
In seguito alla conquista veneziana dell'isola (1212), le diocesi greche esistenti furono amministrate dai vescovi di rito latino e sottomesse al metropolita latino dell'arcidiocesi di Candia. Poco si conosce della diocesi di Cnosso, nota nei documenti latini come diocesi di San Mirone. Un anonimo episcopus Connoxo, di rito greco, probabilmente l'ultimo vescovo della diocesi, fu spodestato dai veneziani, ed è attestato nel 1224 tra i firmatari di una protesta ufficiale della popolazione greca dell'isola contro il governo della Serenissima. La diocesi di Cnosso (o San Mirone) fu soppressa dai pontefici ed annessa all'arcidiocesi di Candia, come emerge in un atto di Onorio III dell'11 marzo 1219, confermato da una bolla di Innocenzo IV del 1253.
Verso la metà del XVII secolo Creta fu conquistata dagli Ottomani: ebbero così fine tutte le strutture cattoliche dell'isola, mentre venne contestualmente restaurata la gerarchia greca. Cnosso ebbe nuovamente una sede episcopale, della quale sono noti alcuni vescovi a partire da un anonimo menzionato attorno al 1700. L'ultimo vescovo greco è stato Neofito, giustiziato dai Turchi il 24 giugno 1821, in seguito alla rivolta greca contro l'impero ottomano. Nel 1831 la diocesi è stata definitivamente soppressa.
Dal 1933 Cnosso è annoverata tra le sedi vescovili titolari della Chiesa cattolica; la sede è vacante dal 27 novembre 1970. L'unico vescovo a cui è stato attribuito il titolo è Georges-Léon Landry, già vescovo di Hearst in Canada.

## Cronotassi

### Vescovi greci
- San Pinito † (metà del II secolo)
- Zenobio † (menzionato nel 431)
- Gennadio † (prima del 449 - dopo il 458)
- Anastasio † (menzionato nel 787)
  - Sede soppressa (circa 820-961)
- Costantino † (X-XI secolo)
- Niceforo † (XI secolo)
- Anonimo † (menzionato nel 1224)
  - Sede soppressa (XIII-XVII secolo)
- Anonimo † (menzionato attorno al 1700)
- Metodio † (1725 - 1744)
- Gerasimo † (29 marzo 1812 - aprile 1819)
- Neofito † (aprile 1819 - 24 giugno 1821 deceduto)

### Vescovi titolari
- Georges-Léon Landry † (14 gennaio 1952 - 27 novembre 1970 dimesso)